# Nijiの詩
「Nijiの詩」（ニジのうた）は、堂本剛の5枚目（通算10作目）のシングル。2011年9月7日にSHAMANIPPONから発売。

## 解説
- 前作から約5か月を置いてのリリースであり、3作連続で堂本剛名義での楽曲。
- 表題曲の「Nijiの詩」は、テレビ朝日系列『お願い!ランキング』2011年9月度エンディングテーマ。
- 初回盤Aのみ「technologia - 意思」「月 - ツク」の2曲が、通常盤のみ「カケタ オイカケタ」「寧日」の2曲が収録されている。
- 初回盤Bには「Nijiの詩」のMusic Clipおよび前作シングル「縁を結いて」の購入者に対して抽選によって招待したレコーディング社会科見学の模様が収録されたDVDが付属している。
- 2012年4月発売のアルバム『shamanippon -ラカチノトヒ-』との連動企画として、本作初回盤A・Bと同アルバム初回盤に封入されるIDでの応募による抽選で、堂本本人参加の大人の社会科見学Part2が企画された。
- 収録曲の「Nijiの詩」及び「寧日」は、ライブで1度だけ披露された楽曲（「Nijiの詩」は2008年以来、「寧日」は2006年以来）であり、待望の音源化となった。

## 収録曲
（全作曲・編曲：堂本剛）

### 初回盤A
1. Nijiの詩
作詞：堂本剛
  - テレビ朝日系列『お願い!ランキング』2011年9月度エンディングテーマ
  - 2008年5月26日に行われたイベント「WATERIZE」にて初めて披露された楽曲。音源化はもちろん、同日から2011年6月から行われたライブツアー「十人十色」まで一度も披露されることがなかったが、同ライブ内でシングル化されることが発表された。
  - 楽曲のテーマは「水」と「傷」。堂本本人が楽曲を聴き直していたところ、「今の世相に楽曲が合っている」とスタッフに発表を薦められたこともあって、急遽シングルとしてリリースする運びとなった。
2. technologia - 意思
作詞：堂本剛
3. 月 - ツク

### 初回盤B
1. Nijiの詩
2. Nijiの詩 オリジナル・カラオケ

DVD
1. 「Nijiの詩」Music Clip
2. 堂本剛のレコーディング社会科見学
  - 前作「縁を結いて」発売に際し行われたレコーディング見学の模様が収められている。

### 通常盤
1. Nijiの詩
2. カケタ オイカケタ
作詞：堂本剛
3. 寧日
作詞：堂本剛
  - 2006年に通算100公演行われたライブツアー「The Rainbow Star」の中で、1公演のみで披露された楽曲。
  - Nijiの詩と同様、以降披露されることがなかった。発表当時から、音源化の要望が多くあったが、堂本は「キャッチーすぎるから今は出さない。その時期が来れば」と温められていた。

## 参加ミュージシャン
- Nijiの詩
  - 十川ともじ: Programming, Acoustic Piano
  - 屋敷豪太: Drums
  - 吉田建: Bass
  - 名越由貴夫: Guitar
- technologia - 意思
  - 堂本剛: Programming
  - 十川ともじ: Programming
  - 屋敷豪太: Drums
  - KenKen: Bass
  - 名越由貴夫: Guitar
  - スティーヴ エトウ: Percussion
  - SASUKE: Trombone
- 月 - ツク
  - 堂本剛: Acoustic Piano
- カケタ オイカケタ
  - 堂本剛: Programming, Guitar
  - 十川ともじ: Programming
  - 山岡広司: Programming
  - 屋敷豪太: Drums
  - 吉田建: Bass
  - 土屋公平: Guitar
  - Luis Valle: Trumpet
  - SASUKE: Trombone
  - かわ島崇文: Sax
- 寧日
  - 十川ともじ: Acoustic Piano